# Lagon Arey

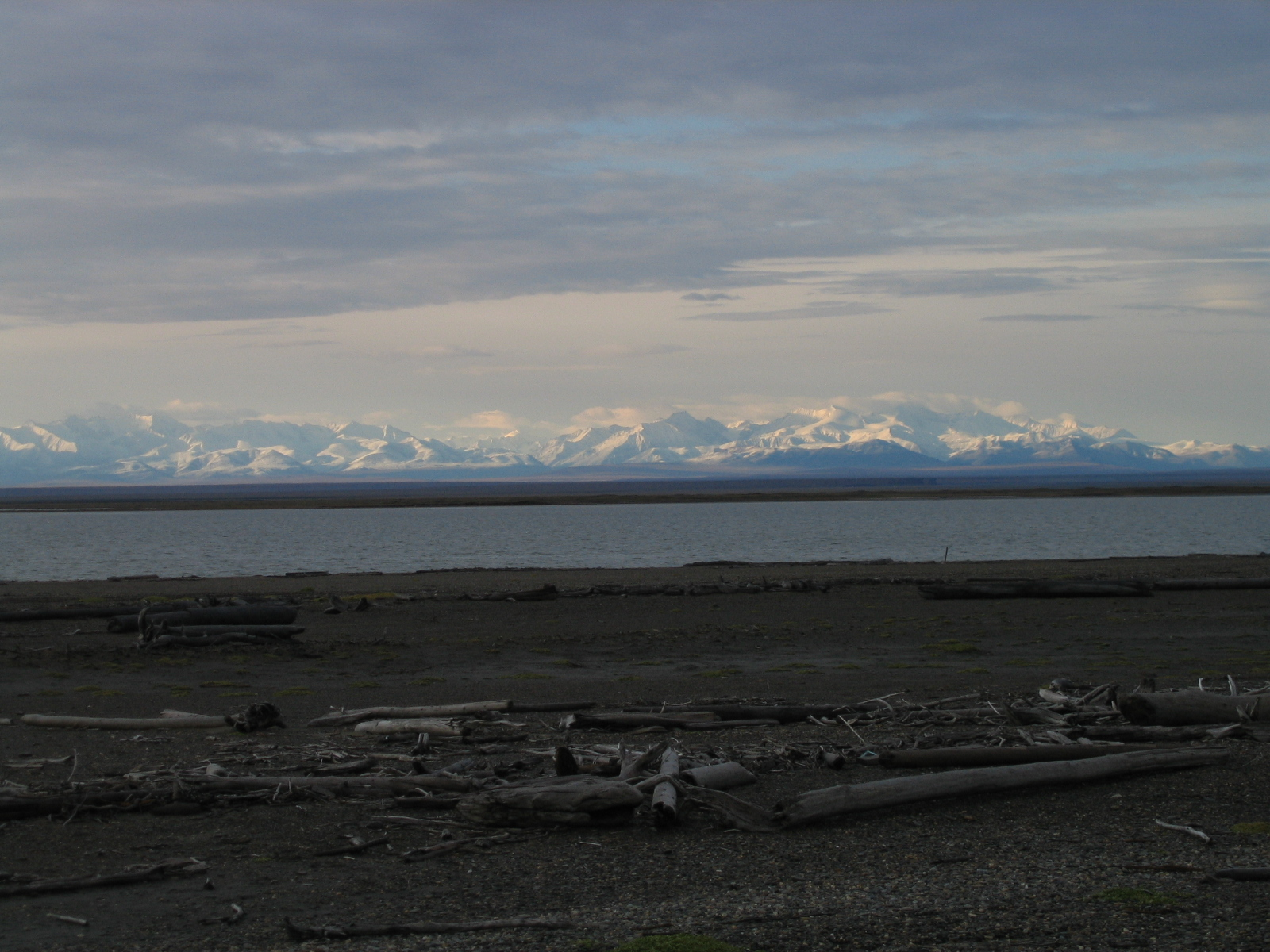
Vue du lagon depuis Arey Island, en arrière-plan la chaîne Brooks.

Le lagon Arey (en anglais  Arey Lagoon) est une baie sur la côte arctique de l'Alaska. Elle mesure environ 11 km de long et est bordée au nord sur toute sa longueur par Arey Island, un banc de sable, au sud par la côte de l'Alaska North Slope et à l'ouest par Barter Island.
Le lagon est ouvert sur la mer de Beaufort (océan Arctique) à l'ouest et au nord-est.

## Source
- (en) Cet article est partiellement ou en totalité issu de l’article de Wikipédia en anglais intitulé « Arey Lagoon » (voir la liste des auteurs).